# Elaphoglossum maguirei
Elaphoglossum maguirei är en träjonväxtart som beskrevs av John T. Mickel. Elaphoglossum maguirei ingår i släktet Elaphoglossum och familjen Dryopteridaceae. Inga underarter finns listade.